# استانیسواو اوستویا-چروستوفسکی
استانیسواو اوستویا-چروستوفسکی (لهستانی: Stanisław Ostoja-Chrostowski; ۱۴ دسامبر ۱۹۰۰ – ۱۳ نوامبر ۱۹۴۷) طراح گرافیک و نقاش اهل لهستان بود.
از افتخارات وی میتوان به کسب مدال برنز هنر گرافیک تجاری در بخش مسابقات هنری بازی‌های المپیک تابستانی ۱۹۳۶ اشاره کرد.